# نهائي كأس العالم للكريكيت للسيدات 2009
كان نهائي كأس العالم للكريكيت للسيدات 2009 مباراة دولية ليوم واحد للسيدات بين منتخب إنجلترا للكريكت للسيدات ومنتخب نيوزيلندا للكريكت للسيدات، ولُعبت في 22 مارس 2009 في ملعب شمال سيدني البيضاوي في أستراليا. كانت المباراة تتويجًا لكأس العالم للكريكيت للسيدات 2009، النسخة التاسعة من البطولة. فازت إنجلترا بالنهائي بأربعة ويكيتات، لتحقق لقبها الثالث في كأس العالم والأول لها خارج إنجلترا. كانت هذه هي المرة الثانية التي يلتقي فيها الفريقان في نهائي كأس العالم؛ حيث فازت إنجلترا في مواجهتهما النهائية السابقة عام 1993.
لم يتعرض كلا الفريقين للهزيمة في مرحلة المجموعات الأولى. في الدور الثاني، المعروف باسم السوبر ستة، احتلت نيوزيلندا وإنجلترا المركزين الأول والثاني لتتأهلا مباشرة إلى النهائي؛ خسرت نيوزيلندا فقط أمام إنجلترا، بينما ضمنت إنجلترا مكانها في النهائي بالفعل عندما خسرت مباراتها الأخيرة أمام أستراليا. اعتُبرت إنجلترا المرشحة الأوفر حظاً للنهائي. فازت قائدة نيوزيلندا، هايدي تيفين، بالقرعة، واختارت اللعب بالمضرب أولاً. أُخرج فريقها بالكامل مقابل 166 جولة. كانت اللاعبة الشاملة لوسي دولان، التي كانت تضرب في المركز التاسع، هي الأعلى تسجيلاً لنيوزيلندا بـ 48 جولة. حققت نيكي شو، إحدى راميات إنجلترا، أفضل أداء في مسيرتها بأخذ أربعة ويكيتات مقابل 34 جولة. في ردهم، بنت إنجلترا شراكة افتتاحية بلغت 74 جولة واستمرت في التسجيل بثبات. على الرغم من خسارة الويكيتات بانتظام، وصلوا إلى المجموع الفائز مع تبقي 23 كرة، ليمنحوا إنجلترا لقبها الأول في كأس العالم منذ 16 عامًا. اُختيرت شو، التي لم تكن في البداية ضمن التشكيلة الأساسية لإنجلترا، أفضل لاعبة في المباراة، بعد أن حلت محل جيني غان المصابة قبل دقائق من بدء المباراة.

## الخلفية
كانت كأس العالم للكريكيت للسيدات 2009 النسخة التاسعة من البطولة، والأولى التي ينظمها المجلس الدولي للكريكيت (ICC). أقيمت النسخة الأولى عام 1973، أي قبل عامين من أول كأس عالم للكريكيت للرجال. ضمت بطولة 2009 ثمانية منتخبات، تأهلت ستة منها (أستراليا، إنجلترا، الهند، نيوزيلندا، سريلانكا والهند الغربية) تلقائيًا لاحتلالها المراكز الستة الأولى في كأس العالم للكريكيت للسيدات 2005، بينما تأهل المنتخبان الآخران (باكستان وجنوب إفريقيا) من خلال تصفيات كأس العالم للكريكيت للسيدات 2008. المباريات، التي تألفت من 50 أوفر لكل جانب، أقيمت في عدة ملاعب للكريكيت في أستراليا بين 7 و 22 مارس، وشملت 25 مباراة على مدار 16 يومًا.
على الرغم من نجاح المجلس الدولي للكريكيت في تطوير وتوسيع لعبة الكريكيت النسائية، من 15 دولة عضو في عام 2005 إلى 42 في عام 2007، كانت هناك فجوة متزايدة بين الفرق الأربعة الأولى - أستراليا وإنجلترا والهند ونيوزيلندا - وبقية الفرق. في عام 2008، أصبحت إنجلترا ثم أستراليا أول منتخبين يقدمان عقودًا لبعض لاعباتهن؛ قالت شارلوت إدواردز، قائدة منتخب إنجلترا، إن هذا سمح للاعبات "بالالتزام بالتدريب دون القلق بشأن وظائفهن خارج لعبة الكريكيت." قبل المنافسة، أشارت جيني روسلر من كريسينفو إلى إنجلترا ونيوزيلندا، إلى جانب أستراليا، كمرشحين مفضلين للفوز بالبطولة. قالت هايدي تيفين، قائدة منتخب نيوزيلندا، إنها تعتقد أن "أستراليا ونيوزيلندا وإنجلترا والهند متساوية في القوة ويمكن لأي فريق التغلب على الآخر في يومه. إنها بطولة مفتوحة بدون مرشحين واضحين." قالت كلير تايلور لاعبة إنجلترا إنها تعتقد أن أستراليا قد تواجه صعوبات بعد خسارة أعضاء رئيسيين من تشكيلتها الفائزة بكأس العالم 2005.

## الطريق إلى النهائي

### مرحلة المجموعات
أوقعت القرعة نيوزيلندا في المجموعة الأولى من البطولة، إلى جانب أستراليا وجنوب إفريقيا والهند الغربية. بدأت حملتهن ضد أستراليا. سجلت تيفين نصف قرن حذر لنيوزيلندا، لكن خروجها أدى إلى انهيار الفريق الذي خسر سبعة ويكيتات مقابل إضافة 34 جولة. في ردهم، خسرت أستراليا الويكيتات بانتظام، وأدت فترة رمي لستة أوفرات من الرامية المتوسطة السرعة كيت بولفورد، التي أخذت فيها ثلاثة ويكيتات مقابل 30 جولة، إلى إبطاء مطاردة الجولات. بعد تأخير أولي بسبب المطر أوقف المباراة، أنهى هطول أمطار غزير ثانٍ المباراة، مع تأخر أستراليا بـ 13 جولة حسب طريقة دكوورث-لويس. غابت تيفين عن مباراة نيوزيلندا الثانية، ضد الهند الغربية، بسبب الإصابة، وتولت إيمي ماسون القيادة بالنيابة. للمرة الثانية في مباراتين متتاليتين، عانت نيوزيلندا من انهيار، حيث خسرت أول ستة ويكيتات مقابل 104 جولات. ساعدت شراكة الويكيت السابع البالغة 57 جولة بين ماسون وسارة تسوكيجاوا نيوزيلندا على البقاء قادرة على المنافسة في المباراة، وأكملن 50 أوفر بـ 192 جولة. وفقًا لـ Cricinfo، فإن رد الهند الغربية "كان خاليًا من الزخم". أخذت راميات الرمي الدوراني ماسون ولوسي دولان ثلاث ويكيتات لكل منهما ليحدوا من الهند الغربية إلى 136 جولة مقابل خسارة ثمانية ويكيتات من أوفراتهن. في مباراتهن الأخيرة في مرحلة المجموعات، ضمن الفوز على جنوب إفريقيا فوز نيوزيلندا بالمجموعة. سجلت كل من إيمي ساتيرثويت وسارة ماكجلاشان ونيكولا براون نصف قرن حيث وصل فريقهن إلى مجموع 250 مقابل خمسة ويكيتات. عانت جنوب إفريقيا في مطاردتها: فقط كري-زيلدا بريتس وصلت إلى خانة العشرات في إننجز سيطر عليه رمي ماسون وسوزي بيتس، اللتين حصلتا على أربع ويكيتات لكل منهما، مما ساعد نيوزيلندا على تحقيق فوز بفارق 199 جولة.

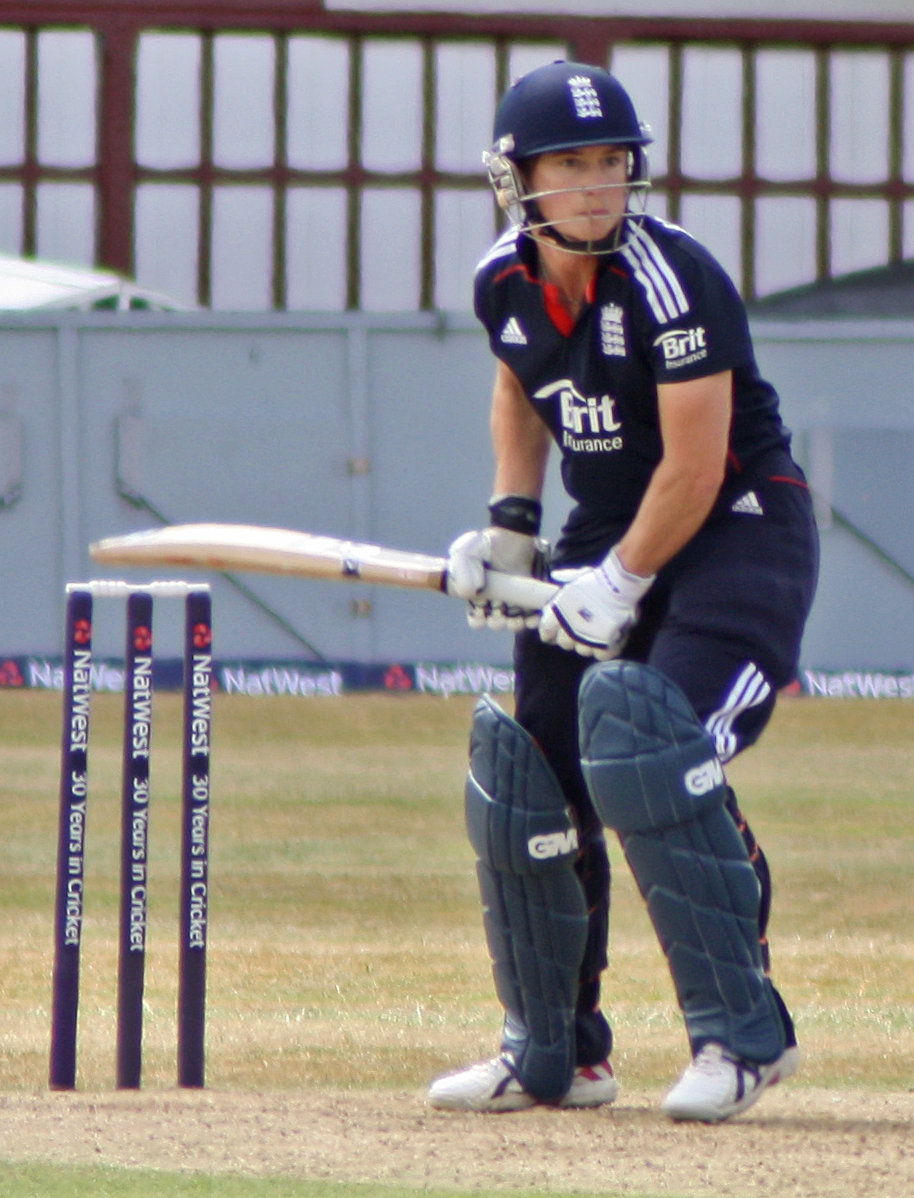
أنهت كلير تايلور من إنجلترا البطولة كأفضل مسجلة للجولات.

تم وضع إنجلترا في المجموعة الثانية، إلى جانب الهند وباكستان وسريلانكا. في مباراتهن الأولى، ضد سريلانكا، سجلن 277 جولة، بمساعدة قرن من 95 كرة من كلير تايلور، ونصف قرن من كارولين أتكينز. ضربت سريلانكا كامل أوفراتها المخصصة، لكنها خسرت بفارق 100 جولة. أخذت لورا مارش ثلاث ويكيتات، وتم إخراج ثلاث لاعبات ضرب سريلانكيات بالركض في مطاردتهن. بعد المباراة، تم الإبلاغ عن طريقة الرمي لجيني غان إلى المجلس الدولي للكريكيت على أنها قد تكون غير قانونية، ولكن تم تبرئتها بعد بضعة أيام. واجهت إنجلترا الهند في مباراتهما الثانية، في مباراة وُصفت بأنها معركة على صدارة المجموعة. فازت إنجلترا بالمباراة بسهولة، حيث أخرجت الهند مقابل 169 جولة: أخذت كل من جان وهولي كولفين ثلاث ويكيتات، بينما سجلت كل من أتكينز وكلير تايلور نصف قرن غير خارجتين. فوز كبير آخر، على باكستان، ضمن أن تنهي إنجلترا كمتصدرة للمجموعة. أخذت مارش خمس ويكيتات وهو أفضل أداء لها في مسيرتها للمساعدة في إخراج باكستان مقابل 78 جولة فقط، وهو مجموع وصل إليه فريقها في أقل من نصف الأوفرات المسموحة لهم.

### السوبر ستة
بعد مرحلة المجموعات الأولية، تم إقصاء الفريق صاحب المركز الأخير من كل مجموعة، وتأهلت الفرق المتبقية إلى مرحلة السوبر ستة. خلال هذه المرحلة، تم ترحيل النتائج والنقاط من المباريات بين الفرق التي تأهلت، ولعب كل فريق ثلاث مباريات أخرى، ضد الفرق التي تأهلت من المجموعة الأخرى. التقت إنجلترا ونيوزيلندا في المباراة الأولى من السوبر ستة. ضربت إنجلترا أولاً، وعلى الرغم من كونها 96 مقابل أربعة ويكيتات في إحدى المراحل، ساعدت 57 جولة من إدواردز، و22 جولة سريعة من جان، فريقهن على التعافي ليسجل مجموع 201 مقابل خمسة ويكيتات. في المقابل، بدأت نيوزيلندا بشكل إيجابي، وعززت بنصف قرن من قائدتهن، تيفين، لكن رمي الدوران من إدواردز ومارش وكولفين سيطر على معدل الجري، وتم إخراج نيوزيلندا في النهاية مقابل 170 جولة، وأخذت إدواردز أربعة ويكيتات. كانت مباراة إنجلترا التالية ضد الهند الغربية، وتجاوزن مرة أخرى 200 جولة بعد الضرب أولاً. سجلت كل من سارة تايلور وكلير تايلور وأتكينز نصف قرن ليدفعن إنجلترا إلى مجموعهن البالغ 236 مقابل ثمانية ويكيتات. ثم أخرجت راميات إنجلترا الهند الغربية مقابل 90 جولة، وحصلت مارش على ثلاث ويكيتات. ضمن الفوز مكانًا لإنجلترا في النهائي، بغض النظر عن نتيجة مباراتهن الأخيرة في السوبر ستة ضد أستراليا.
بعد خسارة مباراتهن الأولى في السوبر ستة أمام إنجلترا، واجهت نيوزيلندا فريقًا هنديًا كان قد هزم أستراليا في مباراته الأولى في السوبر ستة. ضربت الهند أولاً وسجلت 207 جولات، خلال إننجز خسرن فيه أربع لاعبات ضرب بـالإخراج بالركض. بدأت نيوزيلندا ردها بشكل جيد، حيث أقامت شراكة بلغت 78 جولة للويكيت الأول بين بولفورد وتيفين. بعد خروج تيفين، دعمت بيتس بولفورد، التي خرجت في النهاية مقابل 71 جولة، ووصلت نيوزيلندا إلى هدفها مع تبقي 14 كرة. سجلت نيوزيلندا شراكة قياسية للويكيت الثاني في الكريكيت الدولي ليوم واحد للسيدات (ODIs) في مباراتهن الأخيرة: سجلت بيتس 168 وتيفين 100 حيث جمع الثنائي 262 جولة معًا. لعبت بيتس إننجز هجوميًا، وسجلت جولاتها من 105 كرات، بما في ذلك 6 ستات و 19 أربع. وصلت نيوزيلندا إلى 373 من أوفراتها، وأخرجت باكستان مقابل 150 جولة، محققة فوزًا بفارق 223 جولة، وتأهلت للنهائي. تفوقت أستراليا على إنجلترا في مباراتهن الأخيرة في السوبر ستة: أبطأت شيلي نيتشكي معدل الجري خلال رميها، وأخذت ويكيتين وقيدت إنجلترا بـ 14 جولة فقط من 10 أوفرات. تم إخراج إنجلترا مقابل 161 جولة، وهو مجموع طاردته أستراليا في غضون 34 أوفر. أنهت خسارة إنجلترا أمام أستراليا سلسلة من 17 مباراة دون هزيمة.

## التحضير للنهائي
كان النهائي تكرارًا لـبطولة 1993، عندما فازت إنجلترا في لوردز. كان كلا الفريقين قد فازا بكأس العالم سابقًا، ولكن فقط عند استضافة البطولة. حققت نيوزيلندا الإنجاز عام 2000، بينما فازت إنجلترا في كل من 1973 و 1993. بالإضافة إلى خسارة نهائي 1993 أمام إنجلترا، وصلت نيوزيلندا أيضًا إلى النهائي عام 1997، وخسرت أمام أستراليا في الهند. كانت إنجلترا قد خاضت خمس نهائيات سابقة؛ خسرت أمام أستراليا في البطولات اللاحقة في 1978 و 1982 و 1988. وصف هيو ريتشاردز، الكاتب في صحيفة إنترناشيونال هيرالد تريبيون، كلاً من إنجلترا ونيوزيلندا بأنهما تستحقان الوصول للنهائي، وأشار إلى خيبة أمله من أداء أستراليا، التي احتلت المركز الرابع. اعتبر سايمون وايلد من صحيفة ذا تايمز إنجلترا المرشحة الأوفر حظًا: "لديهن إدواردز، لاعبة العام من المجلس الدولي للكريكيت، وكلير تايلور، اللاعبة المصنفة الأولى في الضرب، وإيسا جوها، الرامية المصنفة الأولى." اتفق مارك جينتي من نيوزيلاند هيرالد' على أن إنجلترا هي المرشحة الأوفر حظًا، ووصفهن بأنهن "الفريق الأفضل أداءً في السنوات الأخيرة". كانت إنجلترا قد هزمت نيوزيلندا في آخر أربع مباريات بينهما، بما في ذلك فوزها عليهن خلال مرحلة السوبر ستة في البطولة. قال مدرب نيوزيلندا، غاري ستيد، إن فريقه سيهدف إلى اللعب "بأسلوبه الهجومي المعتاد وعلى الرغم من أن ذلك قد يكون أكثر خطورة، أعتقد أنه الأسلوب الذي نلعب به بشكل أفضل."
بعد خروج الفريق الأسترالي، تضاءلت التغطية الصحفية المحلية للمباراة؛ حضر ثلاثة صحفيين فقط المؤتمر الصحفي الذي يسبق المباراة النهائية. قالت مراسلة بي بي سي، أليسون ميتشل، إنه في الصحف الأسترالية، "الصحف الوطنية وحتى معظم الصحف المحلية التي تصفحتها يوم السبت لم تحمل شيئًا سوى عمود واحد هزيل". كانت كأس العالم 2009 أول بطولة يتم بثها عالميًا؛ قدمت ESPN Star Sports تغطية لسبع مباريات، بما في ذلك النهائي. بالإضافة إلى كونها متاحة على التلفزيون، تم بث المباريات على موقع ESPN Star Sports. كما تم بث المباراة على الراديو؛ قدمت هيئة الإذاعة الأسترالية (ABC) وهيئة الإذاعة البريطانية (BBC) تغطية مشتركة.
تفاقمت إصابة اللاعبة الشاملة الإنجليزية جان في ربلة الساق أثناء الإحماء، وقبل 10 دقائق من البداية تم استبدالها بنائبة قائدة الفريق، نيكي شو.

## المباراة

### ملخص

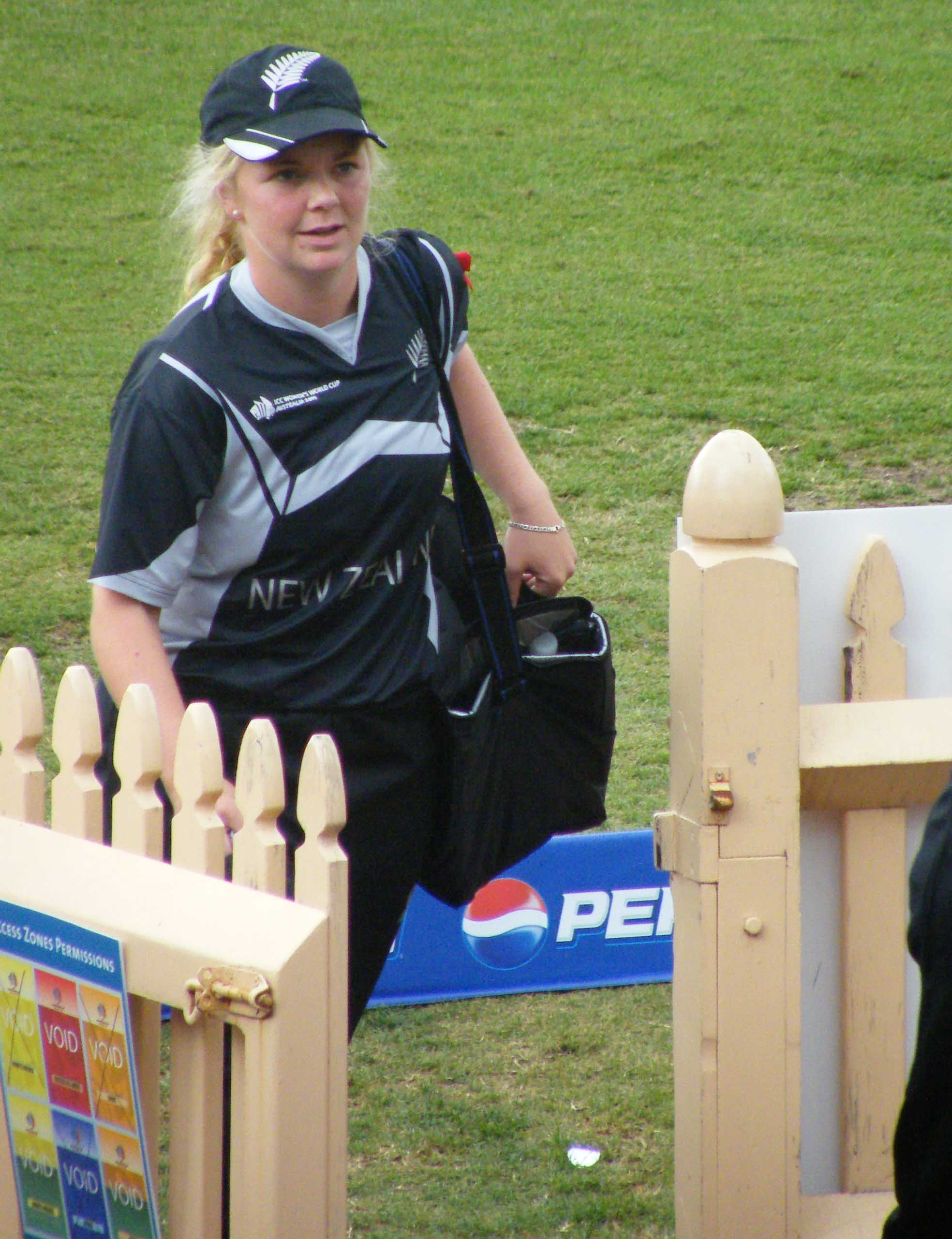
كانت لوسي دولان أفضل لاعبة في نيوزيلندا بالمضرب والكرة.

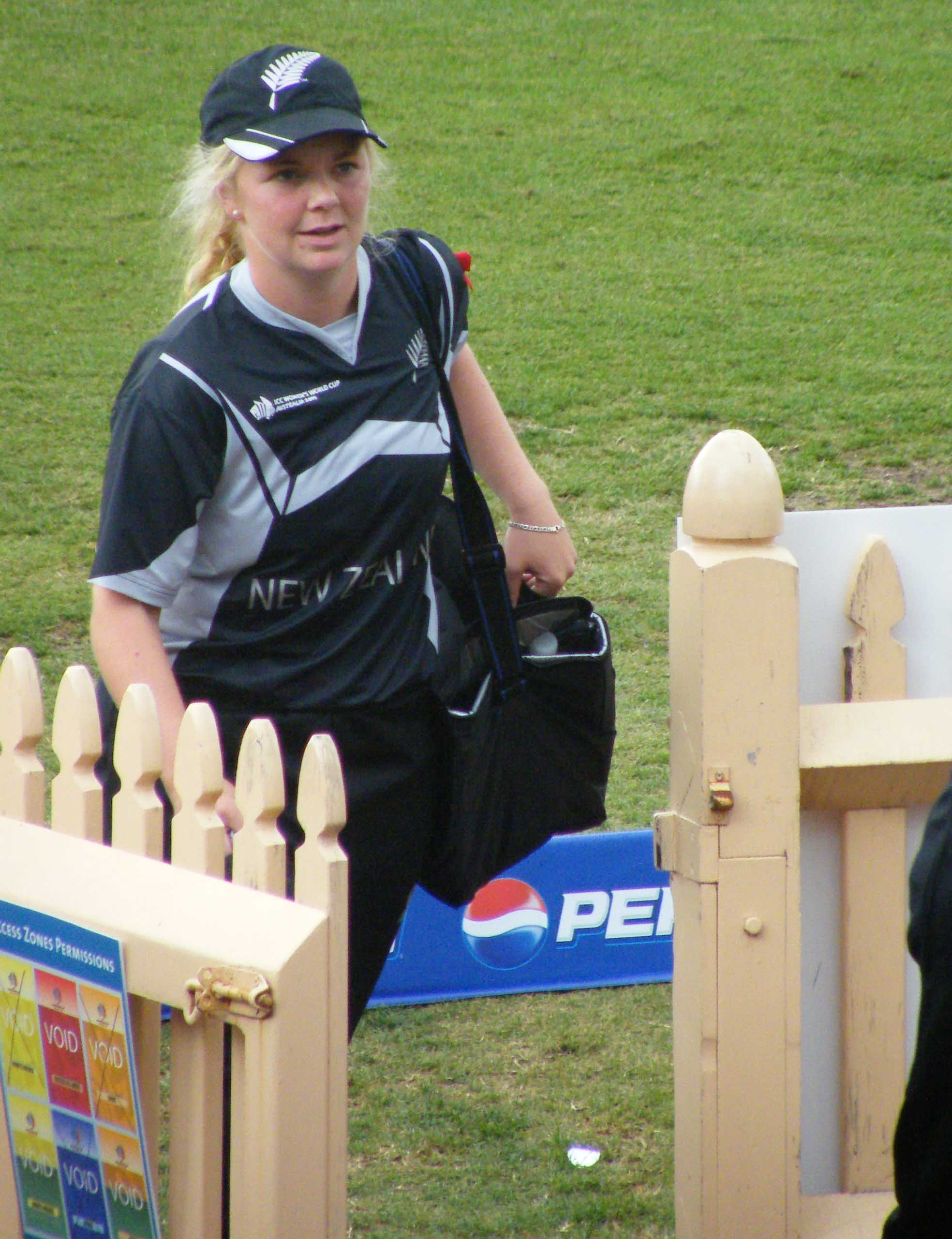
كانت لوسي دولان أفضل لاعبة في نيوزيلندا بالمضرب والكرة.

لُعب النهائي في يوم صافٍ في ملعب شمال سيدني البيضاوي، وهو ملعب متعدد الأغراض في شمال سيدني، نيو ساوث ويلز. كان الملعب قد استضاف مباريات في وقت سابق من البطولة، وخلال كأس العالم للكريكيت للسيدات 1988، ولكنه، حتى عام 2020، لم يستضف مباريات كريكيت دولية للرجال. لُعبت المباراة أمام حشد من 2300 متفرج، وبدأت في الساعة 10:00 بتوقيت شرق أستراليا الصيفي (23:00 بتوقيت غرينتش)، مع استراحة غداء مجدولة من 13:10 إلى 13:55. تم تعيين ستيف ديفيس، من أستراليا، والجنوب إفريقي برايان جيرلينغ كـحكمين ميدانيين للمباراة. كان ديفيس عضوًا في لوحة حكام النخبة للمجلس الدولي للكريكيت، وهو أعلى تصنيف للحكم، بينما كان جيرلينغ ضمن اللجنة الدولية للحكام والمراقبين، ثاني أعلى تصنيف. تولى تيرون ويجيواردين وجيف بروكس الأدوار خارج الملعب كـحكم ثالث ورابع على التوالي، وعمل بريان ألدريدج كـمراقب المباراة. كان ألدريدج قد حكم سابقًا في نهائي كأس العالم للكريكيت 1992.
على الرغم من الظروف المواتية لـالرمي المتأرجح، اختارت قائدة نيوزيلندا، تيفين، اللعب بالمضرب أولاً بعد الفوز بالقرعة. افتتحت إنجلترا الرمي بـكاثرين برونت وإيسا جوها. وصفت إيمي لويس من بي بي سي فترة رمي برونت بأنها "رائعة"، ونسبت زميلتها شو الفضل لها في وضع ضاربات نيوزيلندا تحت الضغط. جمعت ضاربتا الافتتاح النيوزيلنديتان، بولفورد وتيفين، 26 جولة معًا قبل أن تُمسك بولفورد بواسطة كلير تايلور من رمية جوها، بعد أن سجلت 8 جولات. وفقًا لرويسلر، أظهر اللاعبون في كلا الفريقين بعض التوتر المبكر: لعبت تيفين بعض الضربات غير المؤكدة، بينما رمت جوها بعض الرميات الواسعة. تقدمت نيوزيلندا إلى 46 مقابل ويكيت واحد قبل أن تجري إنجلترا أول تغيير في الرمي. تم إدخال نائبة القائدة الإنجليزية، شو، وكان لها تأثير فوري. في أول أوفر لها، حاولت بيتس ضربة علوية فوق ميد-أون، وأُمسكت بواسطة أتكينز. في الكرة التالية، خرجت ساتيرثويت بـداك، حيث لامست الكرة حافة مضربها وأمسكتها حارسة الويكيت، سارة تايلور، لتترك نيوزيلندا 49 مقابل ثلاثة ويكيتات. بعد أربعة أوفرات، أخرجت شو تيفين أيضًا، حيث أمسكتها سارة تايلور خلف الويكيت. وُصفت ماكجلاشان بواسطة لويس بأنها تبدو "في حالة جيدة"، ولكن بعد تسجيل 21 جولة من 20 كرة، أُمسكت في ميد-ويكيت بواسطة غرينواي من رمية كولفين. بعد 20 أوفر، كانت نيوزيلندا 74 مقابل خمسة ويكيتات، بعد خروج أفضل ضارباتهن في البطولة. لاحقًا، أخرجت مارش ماسون مقابل 13 جولة، بينما لامست تسوكيجاوا حافة الكرة من رمية برونت لتخرج مقابل جولتين: انهارت إننجز نيوزيلندا إلى 101 مقابل سبعة ويكيتات. انضمت دولان إلى براون عند الويكيت، وساعد الثنائي في استعادة الإننجز إلى حد ما: سجلت دولان 48 جولة في شراكة بلغت 63 جولة لمساعدة نيوزيلندا على الوصول إلى مجموع 166 جولة. بعد خروج دولان، التي تم إخراجها بالستامب من رمية واسعة، انهارت نيوزيلندا بسرعة، وخسرت آخر ويكيتين مقابل جولتين إضافيتين فقط. انتقدت صحيفة نيوزيلاند هيرالد الضرب ووصفته بأنه "غير مبالٍ"، بينما أشاد ريتشاردز بإنجلترا على "رميها وفيلدينغها المحكمين" لتقييد نيوزيلندا.
وصف سايمون بريغز من صحيفة ديلي تلغراف بداية مطاردة إنجلترا بأنها "سلسة وواثقة": أقامت ضاربتا الافتتاح أتكينز وسارة تايلور شراكة أكبر من أي شراكة حققتها نيوزيلندا، مسجلتين 74 جولة. كانت تايلور أول ضاربة تخرج، حيث أمسكتها تيفين في ميد-ويكيت من رمية الأوف سبين لدولان مقابل 39 جولة. دخلت كلير تايلور إلى الويكيت عند خروج سارة تايلور ولعبت بنية هجومية مماثلة، مسجلة أربع حدود خلال 21 جولة قبل أن تُخرج بالرمي بواسطة ماسون، لتكون النتيجة إنجلترا 109 مقابل ويكيتين. لعبت أتكينز إننجز صبورًا، وسجلت أكبر عدد من الجولات لفريقها، محققة 40 جولة من 85 كرة، قبل أن تمسكها صوفي ديفين من رمية دولي. عانى وسط ترتيب الضرب الإنجليزي من انهيارهم الخاص ضد رمي الدوران لدولان وماسون؛ تباطأ معدل تسجيلهن بشكل كبير من 4.78 جولة لكل أوفر في نهاية الأوفر الرابع عشر إلى 3.58 بعد عشرين أوفرًا. أصبحت إدواردز الويكيت الثالث لدولي عندما تم إعلان خروجها بعد أن أمسكتها حارسة الويكيت راشيل بريست مقابل 10 جولات، على الرغم من أن Cricinfo أشارت إلى أنها لم تضرب الكرة بالفعل. على الرغم من معاناتهن خلال الأوفرات الوسطى، رأى ريتشاردز أن "إنجلترا لم تبد أبدًا أنها ستخسر." خرجت كل من غرينواي ومورغان بأرقام فردية: نجت غرينواي من استئناف مبكر عندما أُمسكت بعد أن اصطدمت الكرة بـالواقيات، ولكن لاحقًا أمسكتها ساتيرثويت من رمية ماسون مقابل ثماني جولات، لتترك إنجلترا 139 مقابل خمسة ويكيتات؛ كانت مورغان ضحية لما وصفته لويس بأنه "إخراج بالركض مهمل" بعد ذلك بوقت قصير، لتنتقل النتيجة إلى 149 مقابل ستة ويكيتات. كانت شو هي من حركت إنجلترا مرة أخرى، حيث ضربت بأسلوب هجومي أكثر من أولئك الذين عانوا قبلها. دفعت نتيجتها البالغة 17 غير خارجة إنجلترا نحو الهدف الفائز، وضمنت جولة واحدة من كولفين الفوز لإنجلترا مع تبقي 23 كرة في الإننجز. نالت مساهمة شو لقب أفضل لاعبة في المباراة.

## المباراة

### ملخص
لُعب النهائي في يوم صافٍ في ملعب شمال سيدني البيضاوي، وهو ملعب متعدد الأغراض في شمال سيدني، نيو ساوث ويلز. كان الملعب قد استضاف مباريات في وقت سابق من البطولة، وخلال كأس العالم للكريكيت للسيدات 1988، ولكنه، حتى عام 2020، لم يستضف مباريات كريكيت دولية للرجال. لُعبت المباراة أمام حشد من 2300 متفرج، وبدأت في الساعة 10:00 بتوقيت شرق أستراليا الصيفي (23:00 بتوقيت غرينتش)، مع استراحة غداء مجدولة من 13:10 إلى 13:55. عُين ستيف ديفيس، من أستراليا، والجنوب إفريقي برايان جيرلينغ كـحكمين ميدانيين للمباراة. كان ديفيس عضوًا في لوحة حكام النخبة للمجلس الدولي للكريكيت، وهو أعلى تصنيف للحكم، بينما كان جيرلينغ ضمن اللجنة الدولية للحكام والمراقبين، ثاني أعلى تصنيف. تولى تيرون ويجيواردين وجيف بروكس الأدوار خارج الملعب كـحكم ثالث ورابع على التوالي، وعمل بريان ألدريدج كـمراقب المباراة. كان ألدريدج قد حكم سابقًا في نهائي كأس العالم للكريكيت 1992.
على الرغم من الظروف المواتية لـالرمي المتأرجح، اختارت قائدة نيوزيلندا، تيفين، اللعب بالمضرب أولاً بعد الفوز بالقرعة. افتتحت إنجلترا الرمي بـكاثرين برونت وإيسا جوها. وصفت إيمي لويس من بي بي سي فترة رمي برونت بأنها "رائعة"، ونسبت زميلتها شو الفضل لها في وضع ضاربات نيوزيلندا تحت الضغط. جمعت ضاربتا الافتتاح النيوزيلنديتان، بولفورد وتيفين، 26 جولة معًا قبل أن تُمسك بولفورد بواسطة كلير تايلور من رمية جوها، بعد أن سجلت 8 جولات. وفقًا لـروسلر، أظهر اللاعبون في كلا الفريقين بعض التوتر المبكر: لعبت تيفين بعض الضربات غير المؤكدة، بينما رمت جوها بعض الرميات الواسعة. تقدمت نيوزيلندا إلى 46 مقابل ويكيت واحد قبل أن تجري إنجلترا أول تغيير في الرمي. اُخلت نائبة القائدة الإنجليزية، شو، وكان لها تأثير فوري. في أول أوفر لها، حاولت بيتس ضربة علوية فوق ميد-أون، وأُمسكت بواسطة أتكينز. في الكرة التالية، خرجت ساتيرثويت بـداك، حيث لامست الكرة حافة مضربها وأمسكتها حارسة الويكيت، سارة تايلور، لتترك نيوزيلندا 49 مقابل ثلاثة ويكيتات. بعد أربعة أوفرات، أخرجت شو تيفين أيضًا، حيث أمسكتها سارة تايلور خلف الويكيت. وُصفت ماكجلاشان بواسطة لويس بأنها تبدو "في حالة جيدة"، ولكن بعد تسجيل 21 جولة من 20 كرة، أُمسكت في ميد-ويكيت بواسطة غرينواي من رمية كولفين. بعد 20 أوفر، كانت نيوزيلندا 74 مقابل خمسة ويكيتات، بعد خروج أفضل ضارباتهن في البطولة. لاحقًا، أخرجت مارش ماسون مقابل 13 جولة، بينما لامست تسوكيجاوا حافة الكرة من رمية برونت لتخرج مقابل جولتين: انهارت إننجز نيوزيلندا إلى 101 مقابل سبعة ويكيتات. انضمت دولان إلى براون عند الويكيت، وساعد الثنائي في استعادة الإننجز إلى حد ما: سجلت دولان 48 جولة في شراكة بلغت 63 جولة لمساعدة نيوزيلندا على الوصول إلى مجموع 166 جولة. بعد خروج دولان، التي تم إخراجها بالستامب من رمية واسعة، انهارت نيوزيلندا بسرعة، وخسرت آخر ويكيتين مقابل جولتين إضافيتين فقط. انتقدت صحيفة نيوزيلاند هيرالد الضرب ووصفته بأنه "غير مبالٍ"، بينما أشاد ريتشاردز بإنجلترا على "رميها وفيلدينغها المحكمين" لتقييد نيوزيلندا.
وصف سايمون بريغز من ديلي تلغراف بداية مطاردة إنجلترا للهدف بأنها كانت «سلسة وواثقة»،: حيث بنت الضاربتان الافتتاحيتان أتكينز وسارة تايلور شراكة بلغت 74 شوطًا، وهي أكبر من أي شراكة سجلها فريق نيوزيلندا. كانت تايلور أولى الضاربات الخارجات، حيث التقطت هايدي تيفن الكرة في منطقة منتصف الويكيت بعد تسديدة من دوران دوولان، منهيةً رصيدها عند 39 شوطًا، بعد خروجها، دخلت كلير تايلور إلى الملعب ولعبت بأسلوب هجومي مماثل، محرزة أربع حدود ضمن رصيدها البالغ 21 شوطًا، قبل أن تُقصى على يد ميسون، لتصل إنجلترا إلى 109/2. دخلت كلير تايلور إلى الويكيت عند خروج سارة تايلور ولعبت بنية هجومية مماثلة، مسجلة أربع حدود خلال 21 جولة قبل أن تُخرج بالرمي بواسطة ماسون، لتكون النتيجة إنجلترا 109 مقابل ويكيتين. لعبت أتكينز إننجز صبورًا، وسجلت أكبر عدد من الجولات لفريقها، محققة 40 جولة من 85 كرة، قبل أن تمسكها سوفي ديفين من رمية دولان. عانى وسط ترتيب الضرب الإنجليزي من انهيارهم الخاص ضد رمي الدوران لـدولان وماسون؛ تباطأ معدل تسجيلهن بشكل كبير من 4.78 جولة لكل أوفر في نهاية الأوفر الرابع عشر إلى 3.58 بعد عشرين أوفرًا. أصبحت إدواردز الويكيت الثالث لـدولان عندما تم إعلان خروجها بعد أن أمسكتها حارسة الويكيت راشيل بريست مقابل 10 جولات، على الرغم من أن Cricinfo أشارت إلى أنها لم تضرب الكرة بالفعل. على الرغم من معاناتهن خلال الأوفرات الوسطى، رأى ريتشاردز أن "إنجلترا لم تبد أبدًا أنها ستخسر." خرجت كل من غرينواي ومورغان بأرقام فردية: نجت غرينواي من استئناف مبكر عندما أُمسكت بعد أن اصطدمت الكرة بـالواقيات، ولكن لاحقًا أمسكتها ساتيرثويت من رمية ماسون مقابل ثماني جولات، لتترك إنجلترا 139 مقابل خمسة ويكيتات؛ كانت مورغان ضحية لما وصفته لويس بأنه "إخراج بالركض مهمل" بعد ذلك بوقت قصير، لتنتقل النتيجة إلى 149 مقابل ستة ويكيتات. كانت شو هي من حركت إنجلترا مرة أخرى، حيث ضربت بأسلوب هجومي أكثر من أولئك الذين عانوا قبلها. دفعت نتيجتها البالغة 17 غير خارجة إنجلترا نحو الهدف الفائز، وضمنت جولة واحدة من كولفين الفوز لإنجلترا مع تبقي 23 كرة في الإننجز. نالت مساهمة شو لقب أفضل لاعبة في المباراة.

## ما بعد المباراة
حصلت إنجلترا على 45,000 دولار أمريكي من المجلس الدولي للكريكيت لفوزها بالبطولة، بينما حصلت نيوزيلندا على 25,000 دولار. قالت شو، التي لم تتوقع أن تلعب، بعد المباراة: "بدأت اليوم بالبكاء، وأنهيته بالبكاء، لكننا فزنا بكأس العالم بينهما". علقت قائدة نيوزيلندا، تيفين، بعد المباراة قائلة: "ربما كان هناك بعض التوتر في المعسكر. لم نضخم الأمر ليكون أكثر من مجرد يوم آخر في المكتب، لسوء الحظ كان يومًا سيئًا في المكتب." ضم فريق البطولة سبع لاعبات من النهائي: تم اختيار إدواردز من إنجلترا كقائدة، وانضمت إليها زميلاتها برونت ومارش وكلير تايلور وسارة تايلور. مثلت بيتس وبولفورد نيوزيلندا في الفريق، بينما تم اختيار ديفين كاللاعبة الثانية عشرة للفريق. تم اختيار كلير تايلور، التي أنهت البطولة كأفضل مسجلة للجولات، كأفضل لاعبة في البطولة. في الشهر التالي للنهائي، أصبحت تايلور أول امرأة يتم اختيارها كواحدة من لاعب كريكت ويسدن للسنة ‏. مُنحت كل من تايلور وإدواردز وسام الإمبراطورية البريطانية (MBE) لخدماتهما للكريكيت؛ حصلت إدواردز على وسامها في تكريمات عيد ميلاد الملكة 2009، بينما جاء وسام تايلور في تكريمات العام الجديد 2010.
عاد منتخب إنجلترا إلى المملكة المتحدة على متن الدرجة السياحية؛ أبرزت ميتشل التناقض مع منتخب إنجلترا للرجال، الذي كان يسافر بانتظام على درجة رجال الأعمال. أقاموا حفل استقبال في لوردز في لندن عند عودتهم، لكن وزير الرياضة والمجتمع المدني السابق، ريتشارد كابورن، أعرب عن أسفه للاحتفالات المتواضعة، قائلاً: "كنت سأقيم حفل استقبال في 10 داوننغ ستريت، وحفل استقبال في مجلس عموم المملكة المتحدة، وفي الوقت المناسب، في مجلس اللوردات." في تاريخها للكريكيت النسائي، انتقدت رافاييل نيكولسون بعض التقارير عن النهائي، قائلة إن "التغطية تبدو بشكل متزايد وكأنها تقارن الكريكيت النسائي بلعبة الرجال، وتعامل نسخة الرجال على أنها 'الكريكيت الحقيقي'". أرجع الصحفيان الإنجليزيان سايمون وايلد ولورانس بوث الفضل في نجاح إنجلترا إلى العقود التي تم تقديمها في عام 2008. أبرز بوث التناقض مع قائدة نيوزيلندا، تيفين، التي اعتزلت بعد كأس العالم، مدعية: "لو كنت أتقاضى أجرًا مناسبًا، لكنت ما زلت ألعب."
التقى الفريقان مرة أخرى بعد ثلاثة أشهر لخوض نهائي كأس العالم للسيدات T20 لعام 2009، والذي فازت به إنجلترا أيضًا. تأهلت الفرق الأربعة الأولى في بطولة 2009 تلقائيًا لـكأس العالم للكريكيت للسيدات 2013. لم تصل إنجلترا ولا نيوزيلندا إلى نهائي تلك البطولة، لكنهما التقيا بدلاً من ذلك في مباراة تحديد المركز الثالث، والتي فازت بها إنجلترا بأربعة ويكيتات.